# حبيل الجروبة (طور الباحة)

تعديل مصدري - تعديل

حبيل الجروبة هي إحدى قرى عزلة طور الباحة بمديرية طور الباحة التابعة لمحافظة لحج، بلغ تعداد سكانها 118 نسمة حسب تعداد اليمن لعام 2004.